# カドカワキャラクターズ ノベルアクト
『カドカワキャラクターズ ノベルアクト』（KADOKAWA CHARACTER'S NOVEL ACT）は、角川書店が発行する日本の小説雑誌。2010年9月創刊。キャッチコピーは、「"物語を演じる物語"」、「角川発キャラクター小説、始めました!」。
創刊号では、「心霊探偵八雲」（神永学）を特集し、また滝本竜彦にロングインタビューを行っている。小説にはすべてフルカラーおよび単色のイラストが付されており、また小説掲載ページは、それぞれの小説に合わせたデザインになっている。雑誌全体のデザインはムシカゴグラフィクス。
創刊を伝える新聞記事では、一般文芸とライトノベルの中間に位置する小説誌と紹介された。

## 掲載内容

### 第1号
- 特集記事
  - 特集 心霊探偵八雲＆神永学
    - トークセッション1 アニメ編 神永学、小野大輔、藤村歩
    - トークセッション2 舞台編 神永学、中村誠治郎、松本若菜、佐野大樹
    - 神永学ロングインタビュー

  - 第2特集 滝本竜彦
    - ハイブリッド近況報告 渾身居酒屋インタビュー 滝本さん、今まで何やってたんですか?
    - 小説 「メタトロンの心」（「聖なる門」、「部屋と覚醒と私」、「私のメタトロン」） - 没原稿3編一挙掲載
- 小説（括弧内はイラストレーター）
  - 神永学（野奇夜） 「怪盗探偵山猫 鼠の巣窟」
  - 吉野匠（Mirunai） 「ヴァンパイア・フィリア」
  - 海猫沢めろん（渡会けいじ） 「もののけっ!」
  - 田辺青蛙（チクワブ） 「いいじゃないですか、趣味ぐらい自由でしょ。あんただって陰でどんな（略）」
  - 十文字青（とみー） 「アネヒナさんは誰を殺したのか」
  - 伊瀬勝良（五十嵐藍） 「ストロベリィ☆ショート★ショウズ」
  - 椙本孝思（刻夜セイゴ） 「バジリスク 〜生物教師」
  - 元長柾木（ツダ） 「おふろ、かして」
  - 倉木みどり（ふぉ〜ど） 「シクラメン」
- エッセイ
  - 有川浩 「たべもの絵日記 フルーツ編」（絵と文 有川浩）

## 刊行リスト
- ノベルアクト 1 - 角川書店、2010年9月25日発行 - ISBN 978-4-04-874107-1
- ノベルアクト 2 - 角川書店、2012年6月22日発行 - ISBN 978-4-04-874239-9-C0093
- ノベルアクト 3 - 角川書店、2013年8月20日発行 - ISBN 978-4-04-110521-4-C0093